# Pamphülia

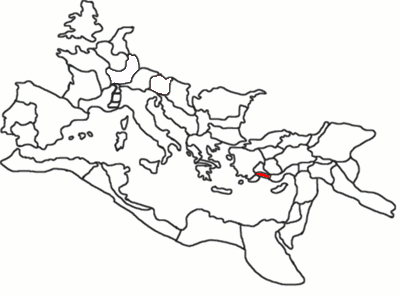
Pamphylia a Római Birodalomban

Pamphülia, mielőtt Pamphylia néven római provincia lett, korábban az ókori Közel-Kelet egy régiójaként volt ismert. A terület keskeny földcsík, amely a Földközi-tengertől a Toros-hegységig nyúlt, északi határa pedig Piszidia volt. A római adminisztráció alatt kiegészítették Piszidiával és más területekkel Phrügia és Lükaónia határáig. Ptolemaiosz már ebben a formájában említi.

## Földrajza
Pamphülia majdnem teljes egészében alföld, részben alluviális hordalékból, részben mészkőből. A folyók, amelyek a Toros lükiai és piszidiai vonulataiból a föld alól törnek elő, oldott mészkövet szállítanak és raknak le az alföldön, mészkőágyat és akadályokat építenek, amelyek idővel a folyás irányát is megváltoztatják. Emiatt a vidék földrajza az ókor óta jelentősen megváltozhatott. A mészkőalakzatok a tenger közelében már a 6-25 méteres magasságot is elérik.
Sztrabón leír egy Katarraktész nevű folyót, amely hatalmas szikláról zuhog alá. Ez a vízesés ma is megvan, Adalia közelében. Adaliához közel folyik a Cestrus és az Eurümédón (az ókorban mindkettő hajózható). Az utóbbi torkolatának közelében említi Sztrabón a Carprias tavat – ma nem több, mint sós mocsár.

## Városok
A tengerpart legfontosabb városai Olbia, a lükiai határ közelében; Attalia; és Szidé. Az Eurümedón felett egy hegyen épült Aszpendosz, a Cestrus felett pedig Perga. A két folyó közt, távolabb a tengertől feküdt Sylleum, egy erős vár, amely még Nagy Sándor ostromló hadainak is ellenállt. Nincs bizonyíték, hogy ezek a városok görög kolóniák alapításúak lettek volna, bár Aszpendosz alapítását a hagyomány az argosziakhoz köti, Szidéét pedig az aiol Kümé városhoz. Az Aszpendoszból fennmaradt érmék ugyan görög írásúak, a szövegük viszont valamely barbár nyelven íródott.

## A pamphüliaiak eredete
A pamphüliaiak és a piszidiaiak egyazon néphez tartoztak, az előbbiek azonban fejlettebb civilizációt alakíthattak ki a betelepülő görög gyarmatosok segítségével, termékenyebb földjeiknek köszönhetően. A két régió népe közt korán különbséget tettek: Hérodotosz Kis-Ázsia népei közt említi a pamphüliaiakat, a piszidiaiakról nem is szól. Ephorosz mindkettőt említi, az egyiket tengerparti, a másikat belső szárazföldi népként. A korai pamphüliaiaknak, mint a lükiaiaknak, saját írásuk volt, részben görög, részben ázsiai, amelyet néhány márvány- és érmefelirat őrzött meg. Hérodotosz és Sztrabón azt írja, Pamphüliát a trójai háborúból visszatérő Amphilokhosz és Kalkhasz alapította görög gyarmatként, de ez csak legenda. A bennszülöttek feltételezhetően ázsiai eredetűek, illetve kevert etnikumúak voltak.

## Története
Az első említések szerint Pamphülia azok közt a területek közt volt, amiket leigázott lüd Mermnad dinasztia, utána Perzsia, majd Makedónia fennhatósága alá kerültek. Miután Róma Kr. e. 190-ben legyőzte III. Antiokhoszt, Eumenész pergamoni király vette birtokába, de a nép később kalózkodásba fogott Piszidia és Kilikia oldalán, sőt Szidé a régió fő rabszolgapiacává vált. Egy időre Pamphylia Amüntasz, Galatia királyának uralma alá került, de az ő halála után római provinciává lett, a pamphüliaiak pedig hellenizálódtak. Perga, Aszpendosz és Szidé maradványai egy nagy kultúra emlékeit őrzik.